# ولایت کاشغر
ولایت کاشغَر (کاشگر)، (به زبان اویغوری: قەشقەر ۋىلايىتى‎) و یا ولایت کاشی (به چینی: 喀什地区، به پین‌یین: Kāshí Dìqū) یکی از ولایات منطقه خودمختار سین‌کیانگ می‌باشد.

## جمعیت
| ترکیب قومیتی ولایت کاشغر | ترکیب قومیتی ولایت کاشغر | ترکیب قومیتی ولایت کاشغر | ترکیب قومیتی ولایت کاشغر | ترکیب قومیتی ولایت کاشغر |
| ------------------------ | ------------------------ | ------------------------ | ------------------------ | ------------------------ |
| قومیت                    | قومیت                    |                          | درصد                     | درصد                     |
| اویغور                   | اویغور                   |                          | ۹۲٫۶٪                    | ۹۲٫۶٪                    |
| هان                      | هان                      |                          | ۶٫۰٪                     | ۶٫۰٪                     |
| تاجیک                    | تاجیک                    |                          | ۰٫۹٪                     | ۰٫۹٪                     |
| قرقیز                    | قرقیز                    |                          | ۰٫۲٪                     | ۰٫۲٪                     |
| هوئی                     | هوئی                     |                          | ۰٫۱٪                     | ۰٫۱٪                     |
| ازبک                     | ازبک                     |                          | ۰٫۱٪                     | ۰٫۱٪                     |
| سایر                     | سایر                     |                          | ۰٫۱٪                     | ۰٫۱٪                     |
| منبع سرشماری جمعیت :     |                          |                          |                          |                          |

## تاریخچه
ولایت مدرن کاشغر، در سال ۱۹۱۳ میلادی، دومین سال حاکمیت جمهوری چین تشکیل شد. ولایت کاشغر در آن زمان شامل اراضی امروزی این ولایت، علاوه بر ولایت ختن و ولایت خودمختار قزل‌سو قرقیز (بجز شهرستان آقچی) بود. ولایت کاشغر شامل ۱۲ شهرستان زیر بود:
1. شهرستان تاشکورگان
2. شهرستان ختن (شامل شهر ختن در آن زمان)
3. شهرستان فیض‌آباد
4. شهرستان کارگیلیک
5. شهرستان کرییه
6. شهرستان کهنه‌شهر
7. شهرستان گوما
8. شهرستان لوپ
9. شهرستان مارالبشی
10. شهرستان یارکند
11. شهرستان ینگی‌حصار
12. شهرستان ینگی‌شهر (شامل شهر کاشغر در آن زمان)

ٔدر سالهای بعد، ۶ شهرستان دیگر نیز در تابعیت این ولایت تأسیس شدند، شامل:
1. شهرستان قره‌قاش (۱۹۱۳، از شهرستان ختن)
2. شهرستان پوسکام (۱۹۲۲، از شهرستان یارکند)
3. شهرستان ماکیت (۱۹۲۲، از شهرستان مارالبشی)
4. شهرستان آرتوش (۱۹۳۸، از شهرستان کهنه‌شهر)
5. شهرستان اولوغچات (۱۹۳۸، از شهرستان کهنه‌شهر)
6. شهرستان یوپورغا (۱۹۴۳، از شهرستان ینگی‌شهر)

در سال ۱۹۲۰ میلادی، ولایت ختن، شامل ۶ شهرستان ختن، کرییه، گوما، لوپ، قره‌قاش و کارگیلیک تأسیس شد.
در سالهای ۱۹۳۳ و ۱۹۳۴ میلادی، در منطقهٔ کاشغر که در آن زمان شامل ولایت خودمختار قزل‌سو نیز می‌شد، در طی شورشی علیه حکومت استانی وفادار به جمهوری چین، کشور جدیدی به طول دو سال با نام جمهوری اسلامی ترکستان شرقی اعلام شده بود. در منطقهٔ ختن نیز، کشوری با نام «امارت اسلامی ختن» اعلام شد.
در سال ۱۹۴۳، سه شهرستان پوسکام، ماکیت، و یارکند از ولایت کاشغر با شهرستان کارگیلیک از ولایت ختن، ترکیب شده و ولایت یارکند تأسیس شد.
در سال ۱۹۵۲ میلادی، شهر کاشغر از شهرستان ینگی‌شهر جدا شده و به «شهر در سطح شهرستان» ارتقاء‌ یافت.
در ژوئیه ۱۹۵۴ میلادی، از ترکیب ۳ شهرستان آرتوش و اولوغچات در ولایت کاشغر و آقچی در ولایت آق‌سو، ولایت خودمختار قزل‌سو قرقیز تأسیس شد. یک ماه پس از آن، بخش‌هایی از اراضی شهرستان‌های ینگیسار، شهرستان کهنه‌شهر، تاشکورگان، و شهرستان اولوغچات ترکیب شده و شهرستان آق‌تو را تشکیل دادند. این شهرستان نیز به ولایت خودمختار قزل‌سو قرقیز پیوست.
بین سالهای ۱۹۵۴ و ۱۹۵۶ میلادی، «ولایت خودمختار جنوب سین‌کیانگ» (مشابه ولایت خودمختار ایلی قزاق) با تحت مدیریت داشتن ولایات کاشغر، یارکند، آق‌سو، ختن، و ولایت خودمختار قزل‌سو قرقیز ایجاد شد. بین سال‌های ۱۹۵۵ و ۱۹۵۶، ولایت کاشغر منحل شده، و شهرستان‌های آن، تحت تابعیت مستقیم «ولایت خودمختار جنوب سین‌کیانگ» قرار گرفت.
در سال ۱۹۵۶، «ولایت خودمختار جنوب سین‌کیانگ» منحل شد. در این سال، ولایت کاشغر باز دوباره تأسیس شد. در همین سال، ولایت یارکند نیز منحل شده و ۴ شهرستان آن به ولایت کاشغر پیوستند.
در سال ۱۹۷۶، شهرستان فیض‌آباد از ولایت کاشغر به ولایت خودمختار قزل‌سو قرقیز و شهرستان آق‌تو از ولایت خودمختار قزل‌سو قرقیز به ولایت کاشغر ضمیمه شد. جای دارد اشاره شود که هر دو شهرستان، جمعیتی اکثرا اویغور دارند.
در ۱۹۸۰، این دو شهرستان به ولایت‌های سابق خویش برگشتند.
در سپتامر سال ۲۰۰۲، با جدایی از اراضی تحت مدیریت شهرستان مارالبشی، شهر تومشوق به عنوان شهر وابسته به بینگتوان و «شهر تابع مستقیم منطقه خودمختار» تأسیس شده، از تابعیت ولایت کاشغر در آمده، و مستقیما در تابعیت اداری منطقه خودمختار سین‌کیانگ قرار گرفت. شهر تومشوق به طور کامل درون شهرستان مارالبشی محاط بود.
در ژوئن ۲۰۱۴، اراضی جدیدی از شهرستانهای کهنه‌شهر و ینگی‌شهر در ولایت کاشغر و از شهرستان آق‌تو در ولایت خودمختار قزل‌سو قرقیز از این شهرستان‌ها جدا شده و ضمیمهٔ شهر تومشوق شد. بر روی این اراضی، شهرک جدیدی با نام شهرک تساوهو (اویغوری: ساۋخۇ بازىرى‎)(به چینی: 草湖镇市؛پین‌یین: Cǎohú Zhèn) پایه گذاری شد.

## شهرها و شهرستان‌ها
|    |                                  |                                   |                        |                                |                                         |            |        |             |  |
|    | نام                              | اویغوری                           | حروف چینی              | پین‌یین                         | زبان اقلیت رسمی (شهرستان خودمختار)      | جمعیت-۱۳۹۹ | مساحت  | تراکم جمعیت |  |
| ۱  | شهر کاشغر                        | قەشقەر شەھىرى                     | 喀什市                 | Kāshí Shì                      | -                                       | ۷۸۲٬۶۶۲    | ۱٬۰۰۳  | ۷۸۰٫۳۲      |  |
| ۲  | شهرستان کهنه‌شهر (شوفو)           | قه‌شقه‌ر كونا شەھەر ناھىيىسى        | 疏附县                 | Shūfù Xiàn                     | -                                       | ۲۶۳٬۰۱۴    | ۲٬۷۰۹  | ۹۷٫۰۹       |  |
| ۳  | شهرستان ینگی‌شهر (شوله)           | قه‌شقه‌ر يېڭىشەھەر ناھىيىسى         | 疏勒县                 | Shūlè Xiàn                     | -                                       | ۳۵۵٬۵۴۴    | ۲٬۱۵۹  | ۱۶۴٫۶۸      |  |
| ۴  | شهرستان ینگیسار                  | يېڭىسار ناھىيىسى                  | 英吉沙县               | Yīngjíshā Xiàn                 | -                                       | ۲۷۶٬۶۴۱    | ۳٬۴۲۵  | ۸۰٫۷۷       |  |
| ۵  | شهرستان پوسکام (زِپو)             | پوسكام ناھىيىسى                   | 泽普县                 | Zépǔ Xiàn                      | -                                       | ۲۱۴٬۵۴۳    | ۹۸۸    | ۲۱۷٫۱۵      |  |
| ۶  | شهرستان یارکند (شاچه)            | يەكەن (ياركەنت) ناھىيىسى          | 莎车县                 | Shāchē Xiàn                    | -                                       | ۸۶۰٬۸۰۰    | ۸٬۹۵۷  | ۹۶٫۱۰       |  |
| ۷  | شهرستان کارگیلیک (یاچنگ)         | قاغىلىق ناھىيىسى                  | 叶城县                 | Yèchéng Xiàn                   | -                                       | ۵۲۵٬۴۳۶    | ۲۸٬۵۵۹ | ۱۸٫۴۰       |  |
| ۸  | شهرستان ماکیت                    | مەكىت ناھىيىسى                    | 麦盖提县               | Màigàití Xiàn                  | -                                       | ۲۲۴٬۱۵۴    | ۱۰٬۸۸۳ | ۲۰٫۶۰       |  |
| ۹  | شهرستان یوپورغا                  | يوپۇرغا ناھىيىسى                  | 岳普湖县               | Yuèpǔhú Xiàn                   | -                                       | ۱۶۲٬۶۷۵    | ۳٬۱۲۸  | ۵۲٫۰۱       |  |
| ۱۰ | شهرستان فیض‌آباد (جیاشی)          | پەيزاۋات ناھىيىسى                 | 伽师县                 | Jiāshī Xiàn                    | -                                       | ۴۲۴٬۸۲۱    | ۶٬۵۲۸  | ۶۵٫۰۸       |  |
| ۱۱ | شهرستان مارالبشی                 | مارالبېشى ناھىيىسى                | 巴楚县                 | Bāchǔ Xiàn                     | -                                       | ۳۶۶٬۱۴۱    | ۱۸٬۳۷۷ | ۱۹٫۹۲       |  |
| ۱۲ | شهرستان خودمختار تاشکورگان تاجیک | تاشقۇرغان تاجیك ئاپتونوم ناھىيىسى | 塔什库尔干塔吉克自治县 | Tǎshíkù'ěrgān Tǎjíkè Zìzhìxiàn | (سریکالی) تاشقۈرغان تۇجىك ئافتۇنۇم نايە | ۳۹٬۹۴۶     | ۲۴٬۶۸۲ | ۱٫۶۲        |  |